# Тарпли, Эй Джей
Обри Джозеф «Эй Джей» Тарпли (англ. Aubrey Joseph «A. J.» Tarpley, 30 апреля 1992, Торранс) — профессиональный футболист, выступающий на позиции лайнбекера в клубе ААФ «Сан-Диего Флит».

## Биография

### Любительская карьера
Тарпли родился в городе Торранс в штате Калифорния. Старшую школу он окончил в Плимуте в Миннесоте, там же начал играть в футбол. В составе школьной команды отыграл три года, признавался игроком года в штате. После выпуска сайт Rivals.com, оценивающий молодых игроков, поставил его на 68 место среди всех лайнбекеров страны. В 2010 году Эй Джей поступил в Стэнфордский университет.
Выступления за «Стэнфорд Кардиналс» он начал в 2011 году, учась на втором курсе. В первый для сезон Эй Джей сыграл в тринадцати матчах чемпионата. В 2012 году он провёл четырнадцать игр, в том числе одиннадцать игроком стартового состава команды. Тарпли сделал 66 захватов, в том числе 9 в победном для команды матче за Роуз Боул.
В сезоне 2013 года он стал вторым в команде по числу захватов (93), проведя четырнадцать матчей. Дважды его признавали лучшим защитником матча. В последний год обучения Тарпли стал капитаном «Кардиналс». По его итогам он вошёл в число претендентов на Приз Беднарика и Бронко Нагурски Трофи, вручаемые лучшему игроку защиты студенческого футбола.

#### Статистика выступлений в NCAA
| Сезон | Команда            | Игры | Захваты | Захваты | Захваты | Захваты | Захваты | Перехваты | Перехваты | Перехваты | Перехваты | Перехваты | Фамблы | Фамблы | Фамблы | Фамблы |
| Сезон | Команда            | Игры | Solo    | Ast     | Tot     | Loss    | Sk      | Int       | Yds       | Y/R       | TD        | PD        | FR     | Yds    | TD     | FF     |
| ----- | ------------------ | ---- | ------- | ------- | ------- | ------- | ------- | --------- | --------- | --------- | --------- | --------- | ------ | ------ | ------ | ------ |
| 2011  | Стэнфорд Кардиналс | 13   | 28      | 29      | 57      | 4,0     | 1,5     | 1         | 0         | 0,0       | 0         | 5         | 1      | 0      | 0      | 2      |
| 2012  | Стэнфорд Кардиналс | 14   | 40      | 26      | 66      | 7,0     | 2,0     | 1         | 4         | 4,0       | 0         | 0         | 0      | 0      | 0      | 0      |
| 2013  | Стэнфорд Кардиналс | 14   | 53      | 41      | 94      | 6,0     | 1,0     | 1         | 15        | 15,0      | 0         | 3         | 0      | 0      | 0      | 1      |
| 2014  | Стэнфорд Кардиналс | 13   | 41      | 41      | 82      | 4,5     | 2,0     | 1         | 2         | 2,0       | 0         | 0         | 1      | 0      | 0      | 0      |
| Всего | Всего              | 54   | 162     | 137     | 299     | 21,5    | 6,5     | 4         | 21        | 5,3       | 0         | 8         | 2      | 0      | 0      | 3      |

### Профессиональная карьера
Перед драфтом НФЛ 2015 года сайт лиги оценивал Тарпли как игрока, который не будет выбран, но станет одним из первых свободных агентов, которые подпишут контракты. Плюсами игрока выделяли понимание игры, большой опыт выступлений в стартовом составе, хорошее движение и способность играть в прикрытии против тайт-эндов соперника. Его слабыми сторонами называли недостаток атлетизма и неэффективность при блицевых комбинациях. Эй Джей не был выбран ни одной командой и позднее подписал трёхлетний контракт с «Баффало Биллс» как свободный агент. В регулярном чемпионате 2015 года он сыграл за клуб в пятнадцати матчах.
Весной 2016 года Тарпли объявил о завершении игровой карьеры из-за проблем со здоровьем. В материале для журнала Sports Illustrated он рассказал, что за сезон перенёс два сотрясения мозга, последнее из которых стало для него четвёртым за время игры в футбол. С помощью бывшего профессионального футболиста и выпускника Стэнфорда Криса Маринелли, он устроился на работу в отделение банка Merrill Lynch, где специализировался на продаже проблемных ценных бумаг. На Уолл-стрит Тарпли работал в течение двух лет, уволившись в 2018 году. Затем он вернулся к тренировкам, надеясь возобновить карьеру в одной из команд НФЛ. В начале 2019 года Эй Джей возобновил спортивную карьеру в составе клуба «Сан-Диего Флит», выступающего в ААФ.

#### Статистика выступлений в НФЛ

##### Регулярный чемпионат
| Сезон | Команда       | Игры | Захваты | Захваты | Захваты | Захваты | Захваты | Перехваты | Перехваты | Перехваты | Перехваты | Перехваты | Фамблы | Фамблы | Фамблы | Фамблы |
| Сезон | Команда       | Игры | Solo    | Ast     | Tot     | Loss    | Sk      | Int       | Yds       | Y/R       | TD        | PD        | FR     | Yds    | TD     | FF     |
| ----- | ------------- | ---- | ------- | ------- | ------- | ------- | ------- | --------- | --------- | --------- | --------- | --------- | ------ | ------ | ------ | ------ |
| 2015  | Баффало Биллс | 15   | 3       | 2       | 5       | 0       | 1,0     | 2         | 40        | 20,0      | 0         | 2         | 0      | 0      | 0      | 1      |
| Всего | Всего         | 15   | 3       | 2       | 5       | 0       | 1,0     | 2         | 40        | 20,0      | 0         | 2         | 0      | 0      | 0      | 1      |

#### Статистика выступлений в ААФ

##### Регулярный чемпионат
| Сезон | Команда        | Игры | Захваты | Захваты | Захваты | Захваты | Захваты | Перехваты | Перехваты | Перехваты | Перехваты | Перехваты | Фамблы | Фамблы | Фамблы | Фамблы |
| Сезон | Команда        | Игры | Solo    | Ast     | Tot     | Loss    | Sk      | Int       | Yds       | Y/R       | TD        | PD        | FR     | Yds    | TD     | FF     |
| ----- | -------------- | ---- | ------- | ------- | ------- | ------- | ------- | --------- | --------- | --------- | --------- | --------- | ------ | ------ | ------ | ------ |
| 2019  | Сан-Диего Флит | 3    | 5       | 1       | 6       | 2       | 0,0     | 1         | 0         | 0,0       | 0         | 2         | 0      | 0      | 0      | 0      |
| Всего | Всего          | 3    | 5       | 1       | 6       | 2       | 0,0     | 1         | 0         | 0,0       | 0         | 2         | 0      | 0      | 0      | 0      |

* По состоянию на 11 марта 2019